# Sjælland Rundt
Sjælland Rundt (deutsch Seeland Rund) ist eine Langstreckenregatta über 230 Seemeilen (ca. 430 km) für Segelyachten in Dänemark rund um die Insel Seeland mit Start und Ziel in Helsingør. Die Regatta findet jährlich in der ersten Juni-Woche statt und wird vom „Helsingør Amatør Sejlklub“ seit 1947 veranstaltet. Nach kleinen Anfängen wuchs das Rennen in den frühen 1980er Jahren auf über 2000 Yachten, bei denen jeder dänische Segler den „Marathon des Meeres“ (dänisch Havets Marathon), wie man die Regatta in Dänemark nennt, ausprobieren wollte. Inzwischen gehen die Teilnehmer in diversen Klassen an den Start.

## Geschichte

### Ausgangssituation
Bereits am 10. Mai 1940 verbot die deutsche Besatzungsmacht jegliche Vergnügungsschifffahrt in den Gewässern östlich von Seeland. Ziel war es natürlich, den illegalen Verkehr nach Schweden zu verhindern. Nach Verhandlungen mit den Behörden gelang es jedoch, eine Vereinbarung zu treffen, dass die Öresundsegler, die dies wünschten, auf dem Isefjord im Nordwesten von Seeland segeln konnten. Die Segler fühlten sich aber in dem kleinen Fjord wie in einem Käfig eingesperrt. Es entstand der Wunsch, nach dem Kriegsende in einer Regatta die gesamte große Insel Seeland zu umrunden, mit Start und Ziel in Helsingør.
Im Winter 1946/47 nahm die Idee von „Sjælland Rundt“ konkretere Formen an. Die Initiatoren der Regatta waren der Kaufmann J.F. Madsen, Vorsitzender des Rennkomitees Willy Krogh Hansen und die Clubmitglieder Knud Petersen, Axel Aspman und Viggo Nielsen. Ursprünglich war die Regatta nur für einheimische Segler gedacht, aber die Neuigkeit verbreitete sich schnell auch in den anderen Segel-Clubs am Öresund und endete damit, dass die Teilnahme für jedermann zugänglich gemacht wurde.

### Erste Regatta 1947
Der Start des ersten „Sjælland Rundt“ fand am Sonntag, den 29. Juni 1947 um 10.00 Uhr statt, mit der Insel Seeland auf der Backbordseite (links) der Yachten. Es gingen 12 Yachten an den Start, davon acht Spitzgatter unterschiedlicher Größe, zwei Kutter und zwei Folkeboote. Alle Schiffe beendeten die Regatta. Es siegte nach berechneter Zeit der Spitzgatter Fri mit einer Siegerzeit von 53 Stunden, 28 Minuten.
In den folgenden Jahren blieb die Teilnehmerzahl bescheiden. Erst 1963 erreichte die Teilnehmerzahl die Marke von 100 Yachten, sodass man zwei getrennte Starts einführte. Danach stieg die Zahl der Teilnehmer jedes Jahr, bis zum Rekordjahr 1984, als es 2074 registrierte Boote und mehrere Starts gab.

### Umrundungsrichtung
Von 1947 bis 1968 waren Windrichtung und Strömung ausschlaggebend dafür, ob die Insel Seeland bei der Regatta an Steuerbord oder an Backbord lag, d. h. ob man die Insel im Uhrzeigersinn oder gegen den Uhrzeigersinn rundete. In den Jahren von 1969 bis 1994 wurde Seeland an Backbord gelassen, um die Berufsschifffahrt auf Fährverbindung Helsingør – Helsingborg nicht zu stören. Nach 27 Jahren im Jahr 1995 wurde die Insel Seeland wieder an Steuerbord gelassen, die Richtung von „Sjælland Rundt“ wird seitdem wieder am Starttag selbst von der Regattaleitung entschieden.

### Positionen der Yachten während der Regatta
Informationen über die Position der Boote während des eigentlichen Rennens waren in den ersten Jahren sehr sporadisch. Beobachtungen wurden von Leuchttürmen aus sowie von Personen gemacht, die in Storstrømsbroen (Brücke zwischen den Inseln Falster und Masnedø), Kalvehave (Südseeland) und Stigsnæs (Großer Belt) stationiert waren. Im Jahr 1957 hatte man die geniale Idee, mit ausgewählten Booten Brieftauben zu versenden. Die Brieftauben wurden an geeigneten Orten ausgesetzt und konnten dann Informationen über Position, Windverhältnisse und umliegende Boote nach Hause bringen.
Schließlich begann 1974 eine Zusammenarbeit mit der Computerfirma DATEMA, die es den Seglern ermöglichte, kurz nach der Ziellinie einen Ausdruck mit Zwischenzeiten, Fahrzeit und vorläufiger Position zu erhalten. Ab 1990 wurden diese Informationen auch über TEKST-TV öffentlich zugänglich. Dass dies technisch möglich war, war nicht zuletzt dem Hauptsponsor von „Sjælland Rundt“ zu verdanken, der im Laufe der Jahre unter verschiedenen Namen auftrat: „NOKIA“, „ICL“, „FUJITSU ICL“ und zuletzt „FUJITZU ICL Computers A.S.“. Ab 1978 wurden in Zusammenarbeit mit der Marinehjemmeværnet (Marineheimwehr) rund um Seeland Meldestellen eingerichtet.
Ab 1998 war es möglich, die Regatta „live“ im Internet zu verfolgen, da die Informationen, die zuvor über TEKST-TV übermittelt wurden, nun im Internet verfügbar waren. Ab 2006 gab es keine bemannten Meldestellen mehr, stattdessen wurde über Tele Danmark Communications ein SMS-Dienst eingeführt, bei dem die Segler selbst ihre Passage bei der Meldestelle meldeten. Ab 2015 wurden alle Boote mit einem GPS-Tracker ausgestattet, sodass die Boote rund um die Uhr verfolgt werden können.

## Routen bei der Umrundung
- Start und Ziel vor Helsingør (in verschiedenen Startgruppen)
- Sjælland Rundt durch den Grønsund[3]
- Sjælland Rundt und rund um Lolland, Falster
- Sjælland Rundt „Grand Prix“: und rund um Lolland, Falster und Møn
- Sjælland Rundt „Off-shore“: und rund um Anholt, Seeland, Lolland und Falster

## Besondere Personen und Rennen
- Im Laufe der Jahre haben Zehntausende Segler an „Sjælland Rundt“ teilgenommen, die meisten davon anonym, aber zwei Veteranen, Axel Holm und Axel Eisenhardt, haben beide bei „Sjælland Rundt“ mehr als 40 Mal teilgenommen.
- Bis zum Jahr 2003 war das Rennen von 1984 unerreicht das dramatischste Rennen in der Geschichte von „Sjælland Rundt“, es wurde zum Rennen der furiosen Rekorde:
  - schnellste Umrundungszeit
  - höchste Teilnehmerzahl
  - Rekord in der Windstärke
  - höchste Aufgabe von Yachten (1400 Boote)
  - zwei Yachten sanken, mindestens sechs strandeten und mehrere Boote hatten „Mann über Bord“, viele Schiffsmasten brachen und unzählige Segel wurden zerrissen.
- Im Gegensatz dazu gab es Jahre mit so schwachen Winden, dass es wirklich eine Leistung war, ins Ziel zu kommen. Im Jahr 2003 wurde ein neuer Rekord aufgestellt: Nur 17 Boote beendeten das Rennen.[1]

## Rekorde
- Kielboote: (durch den Grønsund) Name: Unibank, Typ: Einzelbau (One Off), Skipper: Victor Greulich, Zeit: 23 Std. 8 Min. 8 Sek., Jahr: 1990

- Kielboote: (rund um Lolland, Falster) Name: Bols Super Maxi, Typ: Einzelbau (One Off) (entworfen von Hugh Welbourn) Skipper: Gordon Kay & Stig Westergaard, Zeit: 22 Stunden 10 Minuten 6 Sekunden, Jahr: 2003

- Mehrrumpfboote: (durch den Grønsund) Name: Orbit, Typ: Fred. 28, Skipper: Jens Quorning Zeit: 21 Stunden 49 Minuten 53 Sekunden, Jahr: 1997

- Sjælland Rundt „Grand Prix“: (rund um Lolland, Falster und Møn), Name: Stena Sovcomflot, Trimaran, Skipper: Stéve Ravussin, Co-Skipper Stefan Myralf, Typ: Formel 60, Zeit: 21 Stunden 13 Minuten 08 Sekunden, Jahr: 2005

- Sjælland Rundt „Off-shore“ (rund um Anholt, Seeland, Lolland und Falster), Name: Trifork L4 (ex Ericsson 4), Typ: Volvo Open 70, Skipper: Jens Dolmer, Zeit 27 Stunden, 4 Minuten und 35 Sekunden, Jahr: 2023 (der alte Rekord wurde von der Yacht NOKIA 23 Jahre gehalten)[4]